# Marionina tumulicola
Marionina tumulicola is een ringworm uit de familie van de Enchytraeidae. De wetenschappelijke naam van de soort is voor het eerst geldig gepubliceerd in 1997 door Healy & Coates.